# Eucladodes oeneus
Eucladodes oeneus är en fjärilsart som beskrevs av Fawcett 1917. Eucladodes oeneus ingår i släktet Eucladodes och familjen nattflyn. Inga underarter finns listade i Catalogue of Life.